# Mũi đất nhọn

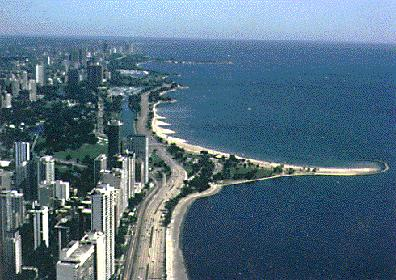
Một mũi đất nhọn thuộc Chicago (ven đường bờ hồ Michigan)

Mũi đất nhọn là một đối tượng địa lý có mặt ở các đường bờ biển và bờ hồ, hình thành qua quá trình bồi tụ cát và cuội chủ yếu dưới tác động của nhân tố dòng chảy dọc bờ. Chúng vươn ra biển với dạng hình tam giác.

## Hình thành

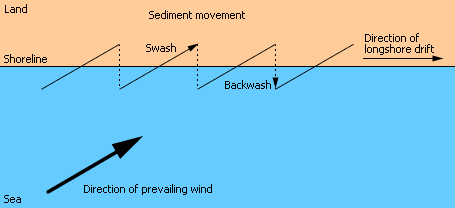
Dòng chảy dọc bờ thường là quá trình chủ yếu dẫn đến sự hình thành mũi đất nhọn.

Hiện người ta còn tranh cãi về cách thức hình thành nên các mũi đất nhọn. Dù vậy, cách giải thích dựa vào dòng chảy dọc bờ là cách được công nhận rộng rãi nhất nhằm lý giải cho sự hình thành này. Ở nơi mà dòng chảy dọc bờ diễn ra theo những hướng đối nghịch nhau thì hai mũi nhô sẽ hợp làm một mũi đất nhọn hình tam giác. Sự hình thành này phụ thuộc vào hướng gió thịnh hành thổi theo các hướng nghịch nhau. Mũi đất nhọn cũng hình thành khi sóng biển bị khúc xạ xung quanh một đê cát chắn.
Mũi đất nhọn có thể hình thành cả ở bờ biển và bờ hồ. Những mũi đất hình thành dọc đường bờ biển có thể xuất hiện tại (1) mặt khuất gió của một hòn đảo ngoài khơi hoặc (2) tại đường bờ nơi mà không có hòn đảo nào gần đó hoặc (3) tại cửa sông nơi diễn ra quá trình bồi tụ.

### Hình thành tại các eo biển hẹp hoặc đường bờ mở
Một mũi đất nhọn có thể hình thành tại một eo biển hoặc dọc theo một đường bờ mà gần đó không có đảo hay bãi cát nào. Trong trường hợp này, dòng chảy dọc bờ cũng như hướng gió và sóng biển chi phối sẽ mang trầm tích đến theo các hướng khác nhau. Nếu góc hợp thành giữa sóng và đường bờ đủ lớn thì trầm tích sẽ hội lại một chỗ và tạo nên gờ bãi biển. Qua thời gian, mũi đất nhọn thành hình do kết quả của tiến trình bồi tụ và lấn biển. Một ví dụ về hiện tượng này là mũi đất nhọn tại Dungeness thuộc bờ biển miền nam nước Anh. Mũi đất nhọn này hình thành do sự hợp nhất của các cơn sóng đến từ hướng tây nam của eo biển Manche và các cơn sóng đến từ hướng đông của eo biển Calais.
Trong các trường hợp khác, các mũi nhô hình thành khi dòng chảy dọc bờ mang vật chất đi dọc bãi biển cho đến khi gặp một địa điểm mà tại đó đường bờ biển đổi hướng đột ngột khiến vật chất bồi tụ thành mũi cát nhô ra biển. Trong tình huống này, gió thịnh hành và gió thứ cấp (đủ mạnh) theo hướng ngược nhau sẽ mang đá cuội đi dọc đường bờ để đến nơi mà tại đó đường bờ đổi hướng và tạo nên một mũi đất nhọn. Đa số các mũi đất nhọn hình thành tại đường bờ thì vươn ra biển theo một góc đủ để cho phép các dòng chảy dọc bờ mang trầm tích đến bồi tụ cho mũi đất theo cả hai hướng ngược chiều nhau.

### Hình thành ở nơi khuất gió của một hòn đảo
Mũi đất nhọn có thể hình thành tại một vị trí khuất gió đằng sau một hòn đảo. Trong trường hợp này, những con sóng đến bị khúc xạ xung quanh đảo, và khi đó đảo đóng vai trò bảo vệ đường bờ khỏi những diện sóng. Trầm tích được vận chuyển dọc theo đường bờ thông qua các dòng chảy dọc bờ để rồi lắng đọng tại mặt khuất gió của hòn đảo - nơi có năng lượng sóng yếu hơn. Một ví dụ về loại mũi đất nhọn này là mũi đất tại bờ biển phía tây đảo Bắc (New Zealand), ở mặt khuất gió của đảo Kapiti. Sóng bị khúc xạ xung quanh đảo, từ đó tạo nên một vùng có năng lượng sóng thấp, cho phép trầm tích từ sông Waikanae tích tụ. Tuy nhiên, người ta còn chưa chắc chắn rằng liệu có phải mũi đất nhọn này hình thành từ trầm tích do các dòng chảy dọc bờ đến từ phía bắc mang lại hay hình thành từ vòng tuần hoàn trầm tích phức tạp từ thềm lục địa ra đại dương rồi lại từ đại dương quay ngược lại bờ biển.

### Hình thành ở bờ hồ

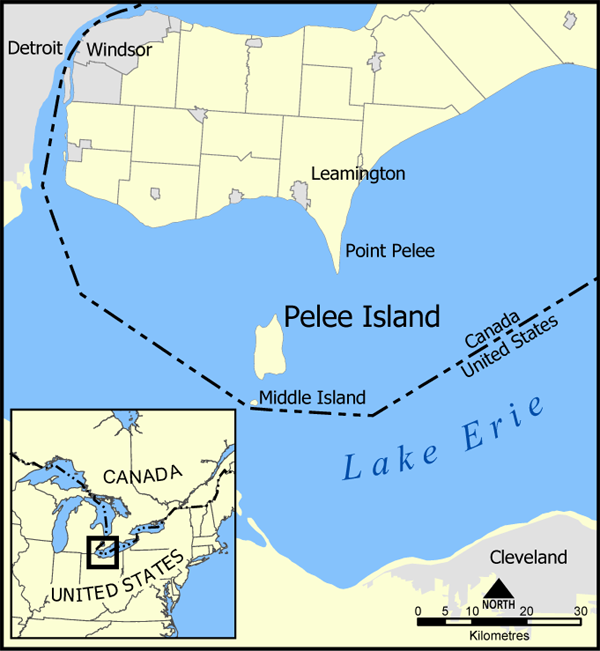
Vị trí của mũi đất nhọn tại mũi Pelee trong phần hồ Erie thuộc Canada

Ngoài việc hình thành tại các bờ biển thì mũi đất nhọn còn có thể xuất hiện dọc theo các bờ hồ. Một số ví dụ về loại mũi đất nhọn này là mũi Pelee ở đường bờ của hồ Erie (Bắc Mỹ) và các mũi đất nhọn dọc bờ hồ Victoria ở Úc. Có hai giả thuyết về sự hình thành của mũi Pelee. Giả thuyết đầu tiên cho rằng mũi Pelee hình thành từ quá trình lắng đọng trầm tích. Giả thuyết thứ hai cho rằng mũi Pelee là phần còn lại của một đối tượng địa lý đã bị xói mòn theo thời gian. Người ta quan sát thấy có vẻ như mũi Pelee đang dời dần về phía tây do diễn ra quá trình bồi tụ ở mạn tây trong khi xói mòn lại diễn ra ở mạn đông của mũi. Hồ Victoria (thuộc hệ thống hồ Gippsland) ở Úc cũng có nhiều mũi đất nhọn. Mũi Scott là một mũi đất nhọn thuộc hồ này, hình thành do quá trình tích tụ cát và sỏi theo thời gian.

## Đặc trưng
Có thể chia mũi đất nhọn ra làm ba khu vực riêng biệt, đó là khu vực mũi trung tâm (chóp) và hai cánh ở hai bên rìa. Chóp của mũi đất nhọn thường có các gờ chạy song song với đường bờ hội tụ. Mũi đất nhọn có thể mở rộng 5 kilômét từ đường bờ, và dải cát ngầm còn có thể kéo dài đến 15 km tính từ chóp mũi đất. Giữa nội địa và mũi đất nhọn thường là đầm phá hoặc đầm lầy. Dọc theo đường bờ tiểu bang Bắc Carolina của Mỹ, có một chuỗi các mũi đất nhọn hình thành cách nhau 100 km. Tại những khu vực có lượng đá cuội lớn, ví dụ tại mũi đất ở Dungeness (Anh), còn có cả gương nước ngọt.

## Chuyển dịch
Một khi đã hình thành thì mũi đất nhọn có thể ở yên vị trí và tiếp tục phát triển nhờ bồi tụ trầm tích, hoặc chúng có thể chuyển dịch dọc bờ biển do có một bên bị xói mòn và một bên được bồi tụ. Thường thì loại mũi đất nhọn có dịch chuyển là các mũi đất hình thành ở những đường bờ mở. Hướng dịch chuyển thường được biểu thị qua một chuỗi các gờ bãi biển liên tiếp nhau hình thành ở hướng bồi tụ (nơi có năng lượng sóng yếu hơn). Người ta thường giải thích rằng nhân tố chính thúc đẩy sự dịch chuyển này là các dòng chảy dọc bờ. Tuy nhiên, con người cũng quan sát thấy một số mũi đất mà tại đó hai mũi đất nhọn nằm tại cùng một đường bờ đã dịch chuyển theo hướng ngược nhau; điều này cho thấy dòng chảy dọc bờ không hẳn luôn luôn là cách giải thích trọn vẹn cho sự dời chuyển của mũi đất nhọn.
Nếu có một bãi cát ngoài khơi thì vị trí của mũi đất nhọn thường phụ thuộc vào vị trí của bãi cát đó. Nếu có sự thay đổi nào trong vị trí của bãi cát thì vị trí của mũi đất nhọn thường sẽ thay đổi theo. Bãi cát ở đây không những đóng vai trò như một hòn đảo - gây khúc xạ sóng biển quanh nó - mà còn là nguồn cung trầm tích cho mũi đất nhọn. Cát bị xói mòn khỏi bãi cát sẽ bị đẩy về phía đường bờ biển và đóng góp cho sự hình thành của mũi đất nhọn. Điều này thường diễn ra theo hướng ngược với hướng của dòng chảy dọc bờ.
Trong trường hợp mũi đất nhọn hình thành gần một hòn đảo thì có khả năng nó sẽ mở rộng về phía đảo và nối liền với đảo để trở thành một doi cát nối đảo. Tùy thuộc vào các điều kiện vật lý như bão mà mũi đất nhọn có thể trở thành doi cát nối đảo hay không. Một ví dụ về hiện tượng này là tại đảo Gabo ở tiểu bang Nam Úc.

## Sự phát triển của sinh vật
Sau khi thành hình, mũi đất nhọn bắt đầu bị chiếm cứ bởi các loài sinh vật tiên phong có thể sống sót trong điều kiện khắc nghiệt tại đây. Những loài này giúp bảo vệ mũi đất nhọn và cho phép lượng trầm tích lớn hơn tiếp tục bồi tụ vào mũi đất. Quá trình xâm chiếm và diễn thế sinh thái của thực vật phụ thuộc vào nhiều yếu tố khác nhau. Đầu tiên, nếu các hạt tạo nên mũi đất nhọn quá thô thì lượng trầm tích mịn giữa các khoảng trống của các hạt thô bị giảm đi, khiến khả năng nảy mầm của hạt cây chỉ ở mức thấp. Hạt cây cũng khó nảy mầm được nếu không có đủ lượng nước ngọt. Những mũi đất nhọn ổn định hình thành từ đá cuội thường có thảm thực vật ở phía trên ngấn nước triều cao. Khi thảm thực vật đã thành hình, những động vật nhỏ như bét và bọ đuôi bật bắt đầu phân hủy bộ phận của cây, như rễ, và chất thải của chúng là vật chất hữu cơ cung cấp cho mũi đất nhọn. Cây cũng giúp giữ đất và giữ nước, từ đó giúp tạo môi trường cho nhiều cây khác cùng phát triển. Các mũi đất hình thành từ đá cuội cũng là bãi làm tổ, sinh sản và nghỉ ngơi cho chim trong mùa di trú.

## Quản lý
Có nhiều vấn đề quản lý liên quan đến mũi đất nhọn, tuỳ theo nguồn gốc hình thành của chúng. Nếu các mũi đất hình thành từ quá trình lắng đọng thì những hoạt động của con người - làm thay đổi sự vận chuyển trầm tích từ đường bờ biển - có thể ảnh hưởng đến chúng. Tuy vậy, nếu mũi đất nhọn là phần còn lại của một đối tượng địa lý trong quá khứ đã bị xói mòn thì sự can thiệp của con người vào sự vận động của trầm tích dọc bờ có thể không gây tác động đáng kể lên mũi đất. Để mũi đất có thể tồn tại được thì lượng trầm tích bồi thêm phải lớn hơn lượng bị mất đi. Những hoạt động như xây dựng ven biển phải được quy định để trầm tích có thể tiếp tục vận động về hướng mũi đất. Ngay cả việc xây dựng trên mũi đất nhọn cũng tiềm ẩn nguy cơ như xói mòn, bão và nước biển dâng.
Tại mũi Pelee, có khoảng 1.900 hecta đất nông nghiệp cũ trên mũi đất nhọn nay đã ngập chìm dưới nước do tác động xâm thực của gió và sự suy giảm đất hữu cơ trên mũi đất. Mũi đất nhọn này đặc biệt dễ bị tổn thương trước sự xói mòn khi mực nước hồ dâng lên kết hợp với gió xoáy trong các mùa xuân và thu.
Nếu có tầng ngậm nước ở bên dưới mũi đất nhọn thì cần phải đặt ra quy định về khai thác nước. Ở Dungeness (Anh), người ta đề ra các hạn chế về khai thác nước để duy trì mức nước ngầm.
Hoạt động quản lý đường bờ cần quan tâm đến các quá trình tự nhiên diễn ra trên mũi đất nhọn do mũi đất là môi trường sống cho chim. Các phương cách quản lý xói mòn ven biển cũng cần tính đến sử dụng các biện pháp "mềm" để bảo vệ bờ biển thay vì những cách thức "cứng" như xây đê chắn sóng.